# Подмаренник промежуточный
Подмаренник промежуточный (лат. Galium intermedium) — вид многолетних травянистых растений из рода Подмаренник семейства Мареновые. Встречается также как Подмаренник Шультеса по устаревшему синониму лат. Galium schultesii.

## Ботаническое описание
Многолетнее травянистое растение.
Корневище ползучее, длинное, с короткими подземными побегами.
Стебель прямой, 30-100 см высотой, четырехгранный, со слабо выраженными ребрами в нижней части и слабо выраженными утолщениями в узлах. Голый, гладкий, ветвистый с нижней части, ветви раскидистые.
Листья в мутовках по 6, реже 7-9 шт, ланцетные или линейно-ланцетные, (23)40-45(60) мм длиной, до 9 мм шириной, суженные к обоим концам, на очень коротких черешках. Окраска с верхней стороны темно-зеленая или зеленая, с нижней — голубоватая.
Соцветия терминальные, метельчато-щитковидные, рыхлые. Цветоносы и цветоножки колосовидные, голые, длинные. Цветоножки в 2-3 раза длиннее цветков. Венчик белый, крупный, 3-4 мм в диаметре. Лопасти яйцевидно-продолговатые, сросшиеся у основания. Тычинки короче лепестков. Пыльники желтые.
Плоды двойчатые, или с одним шаровидным мерикарпием около 1 мм в диаметре, голые, слегка мелкоморщинистые, зрелые — практически черные.

## Распространение и экология
Ареал охватывает Среднюю Европу. В России встречается в Европейской части.
Произрастает в тенистых широколиственных лесах.

## Классификация

### Таксономия
- Galium intermedium  Schult., 1809, Observ. Bot. : 22

Вид Подмаренник промежуточный включается в род Подмаренник (Galium) семейства Мареновые (Rubiaceae) порядка Горечавкоцветные (Gentianales), последовательно входящего в более крупные клады Ламииды → Астериды → Суперастериды → Эвдикоты → Цветковые растения. Таксономическая схема в соответствии с Системой APG IV по состоянию на июнь 2024 года:
|  |                          |  |                                   |                                   |                     |  | еще 4 семейства | еще 4 семейства |                               |  |  |  | еще 671 подтвержденный вид и 66 видов, ожидающих подтверждения |
|  |                          |  |                                   |                                   |                     |  | еще 4 семейства | еще 4 семейства |                               |  |  |  | еще 671 подтвержденный вид и 66 видов, ожидающих подтверждения |
|  |                          |  |                                   | порядок Горечавкоцветные          |                     |  |                 |                 | род Подмаренник               |  |  |  |                                                                |
|  |                          |  |                                   | порядок Горечавкоцветные          |                     |  |                 |                 | род Подмаренник               |  |  |  |                                                                |
|  | клада Цветковые растения |  |                                   |                                   | семейство Мареновые |  |                 |                 | вид Подмаренник промежуточный |  |  |  |                                                                |
|  | клада Цветковые растения |  |                                   |                                   | семейство Мареновые |  |                 |                 |                               |  |  |  |                                                                |
|  |                          |  | ещё 63 порядка цветковых растений | ещё 63 порядка цветковых растений |                     |  |                 | еще 611 родов   | еще 611 родов                 |  |  |  |                                                                |
|  |                          |  |                                   | ещё 63 порядка цветковых растений |                     |  |                 |                 | еще 611 родов                 |  |  |  |                                                                |

### Синонимы
- Galium aristatum subsp. schultesii (Vest) Nyman
- Galium schultesii Vest
- Galium schultesii var. nikolicii Gajić